# Meringopus palmipes
Meringopus palmipes är en stekelart som först beskrevs av Kokujev 1905.  Meringopus palmipes ingår i släktet Meringopus och familjen brokparasitsteklar. Inga underarter finns listade i Catalogue of Life.